# Donji Dragičevci
Donji Dragičevci est un village de Croatie. Il est relié par la route D26.